# Jätsholms borgruin
Jätsholms borgruin, även Bränsholmen, var en medeltida borg i Jäts socken i Växjö kommun i Småland. Av borgen som ligger på en holme i sjön Åsnen finns idag bara en ruin kvar. En husgrund cirka 18 x 12 meter. På sina ställen syns rester av murar som är kallmurade och murade med kalkbruk, enstaka tegelstenar finns i väggarna. Husgrunden är delvis omgärdad av låga två meter breda vallar. Jätsholm nämns i skriftliga källor i ett brev från drotsen Nils Turesson (Bielke) på Jatzholm år 1354.